# راشيفتسي
راشيفتسي (بالبلغارية: Рачевци)‏ قرية تقع إدارياً ضمن بلدية غابروفو ‏ في بلغاريا. ويبلغ عدد سكانها 19 نسمة حسب تعداد 15 مارس 2015. تعتمد راشيفتسي للبريد على الرمز البريدي 5345.